# Гарриевые
Гарриевые (лат. Garryaceae) — семейство двудольных растений, входящее в порядок Гарриецветные, включающее в себя 2 рода и 19—28 видов вечнозелёных кустарников или небольших деревьев.

## Роды
- Aucuba — Аукуба. Включает в себя 3—10 видов, распространённых в Восточной Азии.
- Garrya — Гаррия. Включает в себя 16—18 видов, распространённых в Северной Америке.